# VOS
VOS (Voluntary Observing Ship programme) är ett frivilligt program för fartyg att bidra med meteorologiska data från havsområden. Till att börja med utfördes och rapporterades observationerna manuellt. Numera utföres allt automatiserar (AVOS). VOS och AVOS är en del av WMO:s stationsnät för väderobservationer.
I Sveriges närområde är flera av de svenska isbrytarna utrustade med AVOS.
Förutom de meteorologiska observationerna kän även de i programmet deltagande fartygens rörelser över haven följar via siten Sailwx.
SMHI har på sin hemsiida länkar till de svensk isbrytarnas rapportering.